# Occitano limosín

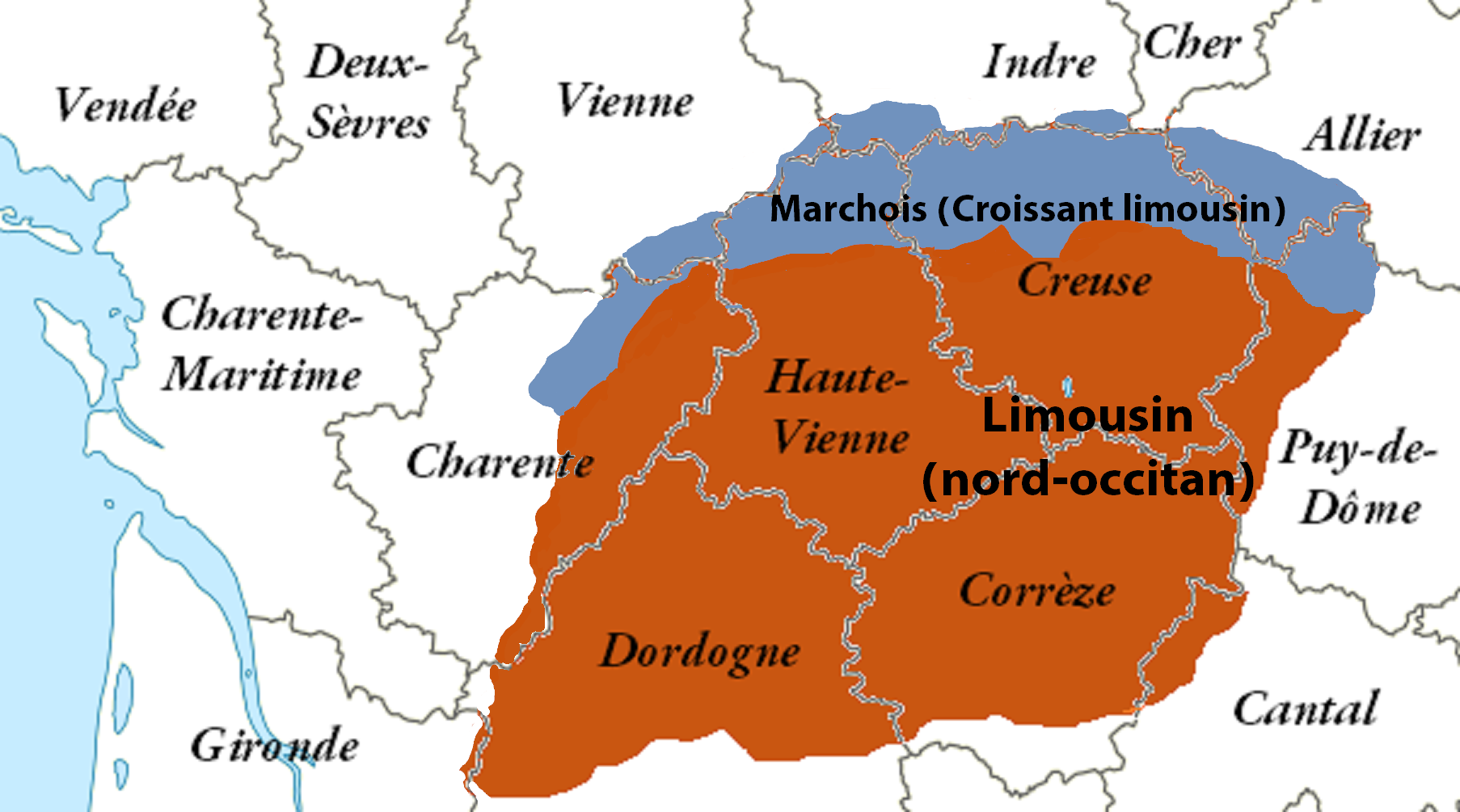
Extensión del occitano limosín.

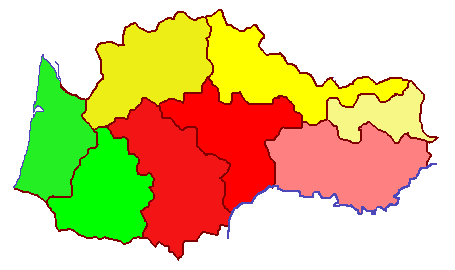
Variación dialectométrica del dominio del occitano según Hans Goebl. El limosín (amarillo-ocre) es el más occidental de los dialectos septentrionales (representados en tonos de amarillo).

El lemosín o limosín (autoglotónimo: Lemosin) es un dialecto del idioma occitano que sale de los límites actuales de la región de Lemosín en la mitad norte del departamento de Dordoña (24) y la mitad este de la Charente limosina (16) hacia el este de Angulema.
Desde el punto de vista dialectal el lemosín es un dialecto septentrional del occitano. El dialecto auvernés también un dialecto septentrional está más cercano al lemosín que el languedociano (occitano estándar).

## Comparación
Esta sección presenta el mismo texto en diversas variantes de occitano, el texto es:
Un hombre no tenía más que dos hijos. El más joven le dijo al padre:/
‘Es hora de que sea mi propio maestro y tener dinero;/
necesito poderme ir y ver mundo./
Divida sus bienes y deme lo que me pertenece’./
‘O hijo mio,’ dijo el padre, ‘como quieras, eres un/
mal chico y serás castigado’. Entonces abrió un cajón,/
[y] dividió sus bienes e hizo dos partes.
Limosín (lemosin) meridional
Un òme aviá mas dos filhs. Lo pus jòune dissèt a son pair:
‘Es temps qu’iou siá mon mèstre  e qu’age de l’argent;
chau que puesche me’n anar e que vege del  païs.
Partissètz vòstre ben e donatz-me çò que devi aver.’
‘O mon filh,’ dissèt lo pair, ‘coma voudràs; sès un
maichent e siràs punit.’ Puei drubiguèt una  tireta,
partiguèt son ben e ne’n faguèt doàs parts.
Auvernés (auvernhat) meridional
Un òme aviá mas dos garçons. Lo pus joine diguèt a son paire:
‘Lo moment es vengut que siáie mon   mèstre  è que age d’argent;
chal que puesche me’n anar è que vege de païs.
Partatjatz  voste ben e bailatz-me çò que duve avèdre.’
‘O mon garçon,’ diguèt lo  paire, ‘coma voudràs; siás un
maissant è saràs  punit.’ E pueissa badèt un tirador,
partagèt son ben e ne’n faguèt dos morsèls.
Languedociano (occitano estándar)
Un òme aviá pas que dos dròlles. Lo pus jove diguèt a son paire:
‘Es ora per  jeu  de me governar sol e d’aver d’argent:
me cal poder partir é véser de païs.
Despartissètz lo vòstre ben e donatz-me çò que devi aver.’
‘O mon filh,’ diguèt lo paire, ‘coma voldràs  tu;  siás un
marrit e seràs castigat.’ Apuei dubriguèt una tireta,
despartiguèt lo sieu ben e ne faguèt doas parts.
- Datos: Q427614